# Завадская, Анна
Анна Завадская (пол. Anna Zawadzka; 8 февраля 1919, Варшава — 22 июня 2004, там же) — польская англистка, преподавательница и автор множества учебников, заслуженный инструктор польских харцеров, участница Варшавского восстания.

## Биография
Родилась 8 февраля 1919 года в Варшаве. Родители — профессор химии Юзеф Завадский и Леона Завадская из дома Семеньских. Брат — харцмейстер Тадеуш «Зоська» Завадский. В 1937—1942 годах руководила 14-м женским подразделением харцеров, в 1942—1944 годах — глава подразделения «Серые Шеренги», тайно действовавшего в Центральной Варшаве. Участвовала в Варшавском восстании.
После войны работала преподавательницей в серии варшавских лицеев и Варшавском университете как преподавательница логики и английского языка. Была активным участником харцерского движения: в 1945—1946 годах заместитель руководителя Варшавской хоругви Союза польских харцеров, в 1947—1948 годах член Штаб-квартиры Союза. Вскоре харцерское движение было расформировано, но Союз возродился уже в 1956 году, и Завадская снова стала руководить отделом обучения юных харцеров при Варшавской хоругви.
В 1980-е годы Завадская участвовала в реформировании Союза польских скаутов и вошла в так называемый «отряд четырёх», где были также Стефан Мировский, Ян Россман и Галина Вишневская. Участница 9/26-го съезда Союза польских харцеров. В 1990—1993 годах вице-президент Президиума Союза.
Автор нескольких монографий по истории польского харцерства: «История женского харцерства в Польше в 1911—1949 годах» (пол. Dzieje harcerstwa żeńskiego w Polsce w latach 1911-1949), «Тадеуш Завадский — Зоська» (пол. Tadeusz Zawadzki "Zośka"), «Об Александре Каминском — Камыке» (пол. O Aleksandrze Kamińskim "Kamyku"), «Истории о тех, кто руководил» (пол. Gawędy o tych, które przewodziły).
Скончалась 22 июня 2004 года в Варшаве. Похоронена на кладбище Старые Повонзки.